# Hashida Satoshi
Satoshi Hashida (sinh ngày 20 tháng 12 năm 1981) là một cầu thủ bóng đá người Nhật Bản.

## Sự nghiệp câu lạc bộ
Satoshi Hashida đã từng chơi cho Kyoto Sanga FC, Kataller Toyama và Thespa Kusatsu.